# Felipe Agoncillo

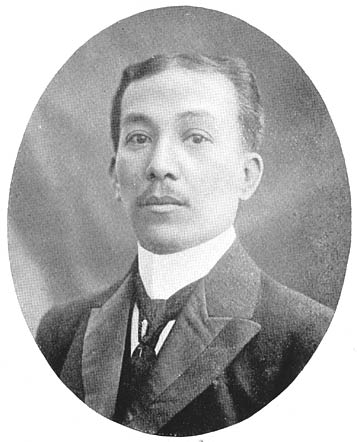
Felipe Agoncillo

Felipe Agoncillo (* 26. Mai 1859 in Taal, Provinz Batangas; † 29. September 1941 in Manila) war ein philippinischer Jurist und Diplomat im philippinisch-amerikanischen Krieg, auf Seiten der ersten philippinischen Republik.

## Leben
Er wurde geboren als Sohn von Ramon Agoncillo und Gregoria Encarnacion. Nach dem Abschluss seiner Grundschulausbildung schrieb er sich an der Ateneo Municipal, heute Ateneo de Manila University, ein und galt als ein sehr aufmerksamer Schüler. Später schrieb sich an der Päpstlichen und Königlichen Universität des heiligen Thomas von Aquin in Manila ein, um Rechtswissenschaften zu studieren. Er schloss sein Studium im Jahr 1879 ab, mit einer sehr guten Bewertung. Agoncillo wurde von den spanischen Behörden als antipatriotisch, wenig religiös beurteilt und deshalb als subversiv eingestuft. Er wurde aus diesem Grunde für eine Deportation vorgeschlagen.
Als im August 1896 die Philippinische Revolution ausbrach wurde er des Landes verwiesen und reiste zuerst nach Japan, später ging er nach Hongkong. Er gründete dort zusammen mit Esteban De Ocampo und Jose Maria Basa im Dezember 1896 das Filipino Revolutionary Committee. Nachdem die Republik von Biak-na-Bato am 15. Dezember 1898 aufgelöst worden war, kam Emilio Aguinaldo nach Hongkong. Zusammen mit ihm gründete Agoncillo das Hongkong-Komitee, im April 1898. Nach dem Ausbruch des Spanisch-Amerikanischen Krieges wurde Agoncillo zu den Verhandlungen nach Paris entsandt, wurde jedoch dort weitestgehend ignoriert. Als der Pariser Frieden am 10. Dezember 1898 zwischen Spanien und den Vereinigten Staaten unterzeichnet wurde, legte Agoncillo seinen Protest schriftlich ein. Da sein Protest weitestgehend ignoriert wurde, reiste er in die USA um sich vor dem US-Kongress Gehör zu verschaffen. Er knüpfte Verbindungen zu antiimperialistisch eingestellten Abgeordneten, jedoch wurde er von US-Präsident William McKinley nicht empfangen. Nach dem Ausbruch des philippinisch-amerikanischen Krieges kehrte er über Kanada nach Hongkong zurück.
Während des Krieges informierte er die Weltöffentlichkeit über die Kriegshandlungen auf den Philippinen. Nach dem Krieg kehrte er auf die Philippinen zurück. Er wurde 1907 zum Abgeordneten in der Philippinischen Versammlung gewählt und verblieb als Abgeordneter bis 1916 tätig und wurde 1923 zum Innenminister der Philippinen von Generalgouverneur Leonard Wood berufen. Felipe Agoncillo verstarb am 29. September 1941 im Alter von 82 Jahren in Manila.